# Championnat d'Europe de course à l'américaine masculin (moins de 23 ans)
Le Championnat d'Europe de course à l'américaine masculin moins de 23 ans est le championnat d'Europe de course à l'américaine organisé annuellement par l'Union européenne de cyclisme pour les cyclistes âgés de moins de 23 ans. Le championnat organisé depuis 2001, a lieu dans le cadre des championnats d'Europe de cyclisme sur piste juniors et espoirs.

## Palmarès
| Année | Or                                            | Argent                                          | Bronze                                      |
| ----- | --------------------------------------------- | ----------------------------------------------- | ------------------------------------------- |
| 2002  | France Saïd Haddou Laurent D'Olivier          | Allemagne Stefan Löffler Christoph Meschenmoser | Belgique Iljo Keisse Wouter Van Mechelen    |
| 2003  | France Matthieu Ladagnous Fabien Patanchon    | Russie Alexey Shmidt Konstantin Ponomarev       | Belgique Dimitri De Fauw Iljo Keisse        |
| 2004  | Belgique Kenny De Ketele Iljo Keisse          | Danemark Michael Berling Alex Rasmussen         | Italie Matteo Montaguti Samuele Marzoli     |
| 2005  | Danemark Alex Rasmussen Michael Mørkøv        | Belgique Kenny De Ketele Steve Schets           | Italie Samuele Marzoli Gianpolo Biolo       |
| 2006  | Belgique Kenny De Ketele Steve Schets         | Russie Mikhail Ignatiev Nikolai Trussov         | Allemagne Marcel Kalz Roger Kluge           |
| 2007  | Allemagne Marcel Kalz Erik Mohs               | Pays-Bas Wim Stroetinga Pim Ligthart            | Suisse Maxime Bally Loïc Perizzolo          |
| 2008  | Italie Tomas Alberio Elia Viviani             | Pays-Bas Jeff Vermeulen Pim Ligthart            | Russie Kirill Baranov Nikita Novikov        |
| 2009  | Tchéquie Jan Dostál Vojtěch Hačecký           | Russie Artur Ershov Valery Kaykov               | Russie Kirill Baranov Alexander Petrovskiy  |
| 2010  | Espagne Airán Fernández Sebastián Mora        | Belgique Jochen Deweer Tosh Van der Sande       | Allemagne Ralf Matzka Theo Reinhardt        |
| 2011  | Suisse Silvan Dillier Cyrille Thièry          | Italie Elia Viviani Davide Cimolai              | Pays-Bas Yoeri Havik Nick Stöpler           |
| 2012  | Suisse Silvan Dillier Jan Keller              | Belgique Gijs Van Hoecke Jasper De Buyst        | Espagne Albert Torres Julio Amores          |
| 2013  | France Bryan Coquard Thomas Boudat            | Suisse Théry Schir Stefan Küng                  | Russie Ivan Savitskiy Andrey Sazanov        |
| 2014  | Allemagne Leon Rohde Domenic Weinstein        | Belgique Jasper De Buyst Otto Vergaerde         | France Thomas Boudat Marc Fournier          |
| 2015  | Suisse Théry Schir Frank Pasche               | France Thomas Boudat Benjamin Thomas            | Italie Simone Consonni Francesco Lamon      |
| 2016  | Russie Maksim Piskunov Sergei Rostovtsev      | France Florian Maître Benjamin Thomas           | Pologne Alan Banaszek Daniel Staniszewski   |
| 2017  | Belgique Lindsay De Vylder Robbe Ghys         | Russie Maksim Piskunov Sergei Rostovtsev        | Ukraine Roman Gladysh Vitaliy Hryniv        |
| 2018  | Grande-Bretagne Matthew Walls Ethan Hayter    | Belgique Bryan Boussaer Jules Hesters           | Suisse Nico Selenati Lukas Rüegg            |
| 2019  | Grande-Bretagne Matthew Walls Fred Wright     | France Donavan Grondin Thomas Denis             | Suisse Robin Froidevaux Mauro Schmid        |
| 2020  | Russie Lev Gonov Ivan Smirnov                 | Suisse Robin Froidevaux Valère Thiébaud         | Pologne Bartosz Rudyk Filip Prokopyszyn     |
| 2021  | Grande-Bretagne Rhys Britton William Tidball  | Russie Ilia Shchegolkov Vlas Shichkin           | Pays-Bas Philip Heijnen Vincent Hoppezak    |
| 2022  | Pays-Bas Philip Heijnen Yanne Dorenbos        | Grande-Bretagne Samuel Watson William Tidball   | Désattribuée                                |
| 2023  | Autriche Raphael Kokas Maximilian Schmidbauer | Belgique Gianluca Pollefliet Noah Vandenbranden | Allemagne Benjamin Boos Tim Torn Teutenberg |
| 2024  | Autriche Tim Wafler Raphael Kokas             | Grande-Bretagne Ben Wiggins Noah Hobbs          | Belgique Noah Vandenbranden Tom Crabbe      |
| 2025  | Belgique Thibaut Bernard Milan Van den Haute  | Allemagne Benjamin Boos Bruno Keßler            | Grande-Bretagne Ben Wiggins Noah Hobbs      |